# Duinpriemkever
De duinpriemkever of bleekgele snelloopkever (Bembidion pallidipenne) is een keversoort uit de familie van de loopkevers (Carabidae). De wetenschappelijke naam van de soort werd in 1801 gepubliceerd door Johann Karl Wilhelm Illiger.